# Julie Langevin
Julie Langevin (22 agosto 1980) è un'ex sciatrice alpina canadese.

## Biografia
Originaria di Mont-Tremblant, la Langevin esordì in Nor-Am Cup il 27 novembre 1995 a Mont-Sainte-Anne in slalom speciale (21ª) e in Coppa del Mondo il 31 ottobre 1999 a Tignes in slalom gigante, senza completare la prova. Sempre in slalom gigante nel 2000 ottenne il primo podio in Nor-Am Cup, il 10 febbraio a Park City (2ª), e ottenne il miglior piazzamento in Coppa del Mondo, l'11 marzo a Sestriere (27ª); l'anno dopo ai Mondiali di Sankt Anton am Arlberg 2001, sua unica presenza iridata, non completò lo slalom gigante.
Nel 2002 salì per l'ultima volta sul podio in Nor-Am Cup, il 3 gennaio a Hunter Mountain in slalom gigante (3ª), e prese per l'ultima volta il via in Coppa del Mondo, il 27 gennaio a Cortina d'Ampezzo nella medesima specialità senza completare la prova. Si ritirò al termine della stagione 2004-2005 e la sua ultima gara fu uno slalom speciale FIS disputato il 27 marzo a Le Relais, chiuso dalla Langevin al 6º posto.

## Palmarès

### Coppa del Mondo
- Miglior piazzamento in classifica generale: 126ª nel 2000

### Nor-Am Cup
- Miglior piazzamento in classifica generale: 17ª nel 2001
- 3 podi:
  - 1 secondo posto
  - 2 terzi posti

### Campionati canadesi
- 2 medaglie:
  - 2 bronzi (supergigante nel 1998; slalom gigante nel 1999)